# Dogpound
Dogpound är ett värmländskt hårdrocksband som bildades 1999 i Munkfors på Nordiska Rockmusiklinjen.
Bandets sångare Henrik "Hea" Andersson medverkade i True Talent i TV3 2011.

## Medlemmar
- Micke Dahlqvist – gitarr
- Figge – basgitarr
- Henrik "Hea" Andersson – sång
- Calle "Tuka" Boman – trummor

## Diskografi
Studioalbum
- The Hellbum, 2003 (Lion Music)
- A Night In The Gutter, 2005 (Lion Music)
- III, 2007 (Lion Music)

Dogpound har även medverkat på flera samlingsskivor från Sweden Rock Magazine.
Dogpound fick år 2005, tillsammans med Peter "Pain" Tägtgren, en hit med en cover på Gary Moores "Led Clones".

### Fotnoter
1. ↑  ”Sweden Rock Magazine CD 1”. Svensk mediedatabas. 27 februari 2003. https://smdb.kb.se/catalog/id/001430392. Läst 11 januari 2019.
2. ↑  ”Sweden Rock Magazine CD 15”. Svensk mediedatabas. 27 februari 2005. https://smdb.kb.se/catalog/id/002010980. Läst 11 januari 2019.
3. ↑  ”Sweden Rock Magazine CD 46”. Svensk mediedatabas. 27 februari 2007. https://smdb.kb.se/catalog/id/002117592. Läst 11 januari 2019.